# ویلیام پیکوک
ویلیام پیکوک (انگلیسی: William Peacock; ۶ دسامبر ۱۸۹۱ – ۱۴ دسامبر ۱۹۴۸) بازیکن واترپلو اهل بریتانیا بود.